# Revista Susana
Susana es una revista femenina argentina dirigida por Susana Giménez, la mayor celebridad de la televisión de Argentina. El nombre de la revista se debe a ella, y es la tapa de cada edición. Fue publicada por primera vez en el 2008 e incluye artículos sobre temas de la mujer, las relaciones, el sexo, la salud, las profesiones, la superación personal, celebridades, así como la moda y la belleza; y muchos de los artículos giran en torno Giménez. En mayo de 2018 salió su última edición en papel, ya que la revista solo se enfocará en su formato digital.
Giménez presentó su revista en 2008 en Alvear Palace Hotel con invitados como Mirtha Legrand, Ricardo Darín, Mauricio Macri y Guillermo Francella. Publicada originalmente por Grupo Q, fue adquirida por La Nación en el 2011.
Algunos de sus columnistas incluyen a la famosa sexóloga Alessandra Rampolla la conductora de radio y televisión Maju Lozano, el periodista Claudio María Domínguez, el director y productor Osvaldo Cattone, entre otros.